# Тайский (посёлок)
Тайский — посёлок в Чановском районе Новосибирской области. Входит в состав Красносельского сельсовета.

## География
Площадь посёлка — 22 гектаров.

## История
В 1976 г. Указом Президиума ВС РСФСР посёлок фермы №2 совхоза «Красносельский» переименован в Тайский.

## Население
| 2002 | 2007 | 2010 |
| ---- | ---- | ---- |
| 210  | ↗212 | ↘193 |

## Инфраструктура
В посёлке по данным на 2007 год функционируют 1 учреждение здравоохранения и 1 учреждение образования.